# Punomys
Punomys é um género de roedor da família Cricetidae.

## Espécies
- Punomys kofordi Pacheco & Patton, 1995
- Punomys lemminus Osgood, 1943